# Arkansas City (Kansas)
Arkansas City ist eine Stadt im Cowley County im US-amerikanischen Bundesstaat Kansas. Das U.S. Census Bureau hat bei der Volkszählung 2020 eine Einwohnerzahl von 11.974 ermittelt.

## Geographie
Arkansas City befindet sich im Südwesten des Cowley County und bedeckt eine Fläche von rund 24,29 km². Die Stadt liegt hauptsächlich zwischen dem Arkansas River, der die Stadt im Süden abgrenzt, und dem Walnut River. Ein kleiner Teil von Arkansas City liegt östlich des Walnut Rivers.
Die beiden U.S. Highways 77 und 166 verlaufen durch die Stadt bzw. kreuzen sich dort.
Die Gemeinde Parkerfield grenzt im Osten an Arkansas City. Die nächstgrößere Stadt ist der County Seat Winfield.

## Geschichte
Die Stadt wurde im Jahr 1870 vermessen. Im selben Jahr öffnete eine Zeitung und ein Kaufhaus. Kurz danach nahmen ein Postamt, eine Schule sowie ein Sägewerk den Betrieb auf. Im Jahr 1872 erfolgte die Ernennung zur Stadt und die Santa Fe Railway erweitert die nördliche Bahnlinie am 3. Dezember 1879. Die Stadt hatte ihre eigenen Wasserwerke im Jahr 1889. Eine Pumpe leitete das Wasser der Quelle in ein Reservoir auf einem Hügel im südlichen Teil der Stadt.

## Demographie
Im Jahr 2014 lebten 12.205 Menschen in Arkansas City. Damit ist sie neben Winfield die bevölkerungsreichste Stadt im Cowley County. Seit dem Jahr 2000 konnte ein Bevölkerungszuwachs von 2 Prozent verzeichnet werden. Auf der Liste der bevölkerungsreichsten Städte in Kansas liegt Arkansas City auf Platz 29.